# Cité Boushaki
Pour les articles homonymes, voir Yahia et Boushaki.
La cité Yahia Boushaki ou lotissement Boushaki est un quartier résidentiel et commercial algérois situé dans la commune de Bab Ezzouar.

## Urbanisme
Le quartier Yahia Boushaki, connu aussi pour être un quartier asiatique, est une zone résidentielle, administrative et commerciale de la ville d'Alger,.
Le quartier Boushaki à Bab Ezzouar, communément appelé «Chinatown», est depuis le début des années 2000 le lieu de concentration des Chinois à Alger.
Une réhabilitation est entamée en 2017.

## Géographie
Bordé par l'Oued El Harrach, ce quartier est traversé par la route nationale 5, la route nationale 11 et la route nationale 24,.
Le cimetière d'El Alia est mitoyen de ce grand quartier de la banlieue algéroise.

## Commerce
En 2009, des affrontements qualifiés d'incidents isolés sont signalés entre habitants chinois et arabes.
Les boutiques sont tenues à l'origine par des commerçants des deux nationalités.